# Северо-Западный фронт (Великая Отечественная война)
Се́веро-За́падный фронт — оперативное объединение РККА Вооружённых Сил СССР в годы Советско-финской войны и Великой Отечественной войны.

## 1939—1940 годы
На особый период был предусмотрен план действий РККА:

« В условиях войны СССР только против Финляндии для удобства управления и материального обеспечения войск создаются два фронта:
- Северный фронт — для действий на побережье Баренцева моря и на направлениях Рованиеми, Кеми и Улеаборгском;
- Северо-Западный фронт для действия на направлениях Куопио, Миккели и Гельсингфорс. Командование Северо-Западным фронтом возлагается на Командование и штаб Ленинградского Военного Округа.

Приказываю приступить к разработке плана оперативного развертывания войск Северо-Западного фронта, руководствуясь следующими указаниями:
- I. Учитывая состав и дислокацию финской армии в настоящее время, а также подготовку Финляндией театра к войне, план развертывания наших войск построить, исходя из следующих предположений:
  - 1. В случае войны в ближайшие годы, Финляндия сможет выставить 16—18 пехотных дивизий с использованием всех их против СССР.
  - 2. Указанные дивизии предположительно будут развернуты:
    - В районе Петсамо — до одной пехотной дивизии.
    - В районе Кемиярви, Куусамо для прикрытия направления на Кеми — до двух пехотных дивизий.
    - На Улеаборгском направлении — до двух пехотных дивизий.
    - На направлениях Куопио, Савонлинна, Нурмес — до пяти пехотных дивизий.
    - В районе Савонлинна, Лаппеенранта, побережье Финского залива, Лахти — до шести пехотных дивизий.
    - В районе Гельсингфорс, Або — одна — две пехотных дивизий.

  - 3. Окончательное развёртывание всех дивизий предполагается на 15—20-й день мобилизации.
  - 4. Не исключена возможность усиления вооружённых сил Финляндии войсками её возможных союзников (Швеция, Норвегия, Германия).
  - 5. При общем вероятном плане оборонительных действий финской армии не исключена возможность в первые дни войны активных действий её с целью создания угрозы Ленинграду путём выхода к Ладожскому озеру и захвата Выборга.
- II. Основными задачами Северо-Западному фронту ставлю: Разгром вооружённых сил Финляндии, овладение её территорией в пределах разграничений и выход к Ботническому заливу на 45-й день операции, для чего:
  - 1. В период сосредоточения войск прочно прикрывать Выборгское и Кексгольмское направления, при всех обстоятельствах удержать Выборг за собой и не допустить выхода противника к Ладожскому озеру.
  - 2. По сосредоточении войск быть готовым на 35-й день мобилизации по особому указанию перейти в общее наступление, нанести главный удар в общем направлении на Лаппеенранта, Хейнола, Хямеенлинна и вспомогательные удары в направлениях Корниселькя, Куопио и Савонлинна, Миккели, разбить основные силы финской армии в районе Миккели, Хейнола, Хамина, на 25-й день операции овладеть Гельсингфорс и выйти на фронт Куопио, Ювяскюля, Хямеенлинна, Гельсингфорс.
- III. Справа Северный фронт (штаб Кандалакша) на 40-й день мобилизации переходит в наступление и на 30-й день операции овладевает районом Кеми, Улеаборг.

Его левофланговый 20-й отд. стрелковый корпус наступает в направлении Суомуссалми, Пуоланка и на день операции овладевает районом Пуоланкаю Штакор-Ухта.
Граница с ним: ст. Масельгская, Пиелисъярви, Ийсалми, Пюхяярви. Все для Северо-Западного фронта исключительно.
- IV. Для выполнения указанных задач в состав войск Северо-Западного фронта включить:
  - четыре управления полевых армий;
  - девять управлений стрелковых корпусов;
  - одно управление мех. корпуса;
  - двадцать девять стрелковых дивизий;
  - две танковые дивизии;
  - одну мотострелковую дивизию;
  - пять танковых бригад;
  - четыре моторизованные бригады;
  - двенадцать артполков РГК;
  - шесть понтонных батальонов;
  - семь инженерных батальонов;
  - пятьдесят пять авиаполков.

В резерве главного командования в районе Тихвин: Волховстрой, Чудово иметь три стрелковые дивизии.
Указанные войска Северо-Западного фронта развернуть.
Штаб фронта — Ленинград.
- 7 Армия в составе:
  - два управления стрелковых корпусов;
  - шесть стрелковых дивизий;
  - одна лыжная бригада;
  - два понтонных батальона;
  - одна танковая бригада;
  - сеть авиаполков;
  - два артполка РГК;
  - два инженерных батальона.
  - Штаб армии — Суоярви.

Нанося главный удар силами не менее четырёх стрелковых дивизий в направлении Корписелькя, Куопио, разбить противостоящие части финской армии и овладеть: на 15-й день операции — районом Йоэнсуу; на 30-й день операции — районом Куопио, охватив с севера главную группировку противника.
В дальнейшем иметь в виду наступление на Ювяскюля.
Граница слева: ст. Куокканцеми, Савонранта, исх. Виртасалми, иск. Лейвонмяки.
- 22 армия (из УРВО) в составе:
  - одно управление стрелкового корпуса;
  - пять стрелковых дивизий;
  - одна танковая бригада;
  - одна моторизованная бригада;
  - три артполка РГК;
  - один понтонный батальон;
  - два инженерных батальона;
  - семь авиаполков.
  - Штаб армии — Кексгольм.

В период прикрытия, прочно прикрывая госграницу, не допустить выхода противника к Ладожскому озеру.
По сосредоточении, нанося главный удар силами четырёх стрелковых дивизий в направлении Вирмунтиоки, Юва, окружить и уничтожить противостоящего противника и на 15-й день операции выйти на фронт: Савонранта, Юва, Кампила.
В дальнейшем в зависимости от обстоятельств иметь в виду действия или совместно с 23 армией на Хейнолл, или во взаимодействии с 7 армией на Ювяскюля и далее на Тампере. На 30-й день операции выйти на фронт: Кангасниеми, Лейвонмяки, оз. Илома, Калккинен.
Граница слева: Вуоксела, Антреа, Иматра, иск. Ристийна, иск. Калккинен.
- 23 армия (выделяется из управления ЛВО) в составе:
  - два управления стрелковых корпусов;
  - шесть стрелковых дивизий;
  - две танковые бригады;
  - одна моторизованная бригада;
  - шесть артполков РГК;
  - два артдивизиона РГК;
  - два понтонных батальона;
  - три инженерных батальона;
  - одиннадцать авиаполков.
  - Штаб армии — Карисалми.

Нанося главный удар не менее четырьмя сд в направлении Лаппеенранта, Лахти, Рийхимяки, уничтожить противостоящего противника и на 15-й день операции выйти на фронт Савитайпале, Валколаимяки, ст. Тааветти.
В дальнейшем, обходя с севера наиболее развитые укрепления во взаимодействии с 20 армией, уничтожить противника на Гельсингском направлении и на 30 день операции выйти на фронт Калккинен, Кяркёля, Мянтсяля, имея в виду по выходе на фронт Савитайпале, ст. Тааветти, ввести в прорыв мехкорпус.
Граница слева: Перкъярви, ст. Тали, Луумяки, Коувола, иск. Мянтсяля.
- 20 армия (из ОРВО) в составе:
  - два управления стрелковых корпуса;
  - шесть стрелковых дивизий;
  - две танковые бригады;
  - одна моторизованная бригада;
  - пять артполков РГК;
  - два понтонных батальона;
  - два инженерных батальона;
  - девять авиаполков.
  - Штаб армии — Выборг.

Задача: Прорвать укрепленный фронт противника, уничтожить его противостоящие части и овладеть: на 15-й день операции выйти на фронт ст. Тааветти, Хамина, на 30-й день операции — Мянтсяля, Порвоо. В дальнейшем, во взаимодействии с 23 армией и 1 мк. на 35-й день операции районом Гельсингфорс.
Кроме указанных выше сил, в распоряжении командования Северо-Западного фронта иметь:
- - 1) На северо-западном побережье Эстонской ССР в районе Таллина, Порт Балтийский одно управление ск (65ск), две стрелковые дивизии (11п 126 сд из ПриБОВО), из коих одну предназначить для перевозки на полуостров Ханко (Ганге) для действия на Гельсингфорс и вторую — или для перевозки также на полуостров Ханко, или для высадки десанта на Аландские острова, и одну отд.стрел.бригаду.
  - 2) Резерв фронта: три стрелковые дивизии в районе ст. Петиярви, ст. Хейниоки, Валк-Ярви; одну стрелковую дивизию — в районе Ленинград.
  - 3) механизированный корпус в районе Выборг, Хейнъйоки, ст. Антреа.
- 4) второй корпус ПВО (Ленинград);
  - 5) двадцать один авиаполк;
  - 6) одна воздушно-десантная бригада.
- V. ВВС армии и фронта поставить следующие задачи:
  - 1. Содействовать наземным войскам путём действий против наземных войск противника по его боевым порядкам и крупным группировкам.
  - 2. Уничтожить авиацию противника.
  - 3. Воспретить воинские перевозки на суше и на море.
  - 4. Совместно с морской авиацией и флотом уничтожить морской флот противника.
  - 5. Совместно с флотом прервать морской подвоз в Финляндию через Ботнический залив и со стороны Балтийского моря.
  - 6. Прикрыть переброску и высадку войск на полуостров Ханко с привлечением для этой цели и авиации ПриБОВО.
- VI. Краснознаменному Балтийскому Флоту, подчиняющемуся в оперативном отношении Военному Совету Северо-Западного фронта, поставить следующие задачи:
  - 1. Совместно с авиацией уничтожить боевой флот Финляндии и Швеции (в случае выступления последней).
  - 2. Содействовать сухопутным войскам, действующим на побережье Финского залива и с полуострова Ханко, обеспечивая их фланги и уничтожая береговую оборону финнов.
  - 3. Обеспечить переброску двух стрелковых дивизий в первые же дни войны с Северного побережья Эстонской ССР на полуостров Ханко, а также переброску и высадку крупного десанта на Аландские острова.
  - 4. Крейсерскими операциями подводных лодок и авиацией прервать морские сообщения Финляндии и Швеции (в случае её выступления против СССР) в Ботническом заливе и Балтийском море.
- VII. Прикрытие мобилизации, сосредоточения и развертывания разработать на всей границе с Финляндией в пределах ЛВО, обеспечив выполнение следующих задач:
  - 1. Прикрыть отмобилизование, сосредоточение и развертывание наших войск от наземного и воздушного противника, не допустив вторжения противника на нашу территорию и перелета госграницы его самолётами.
  - 2. Не допустить налёта противника на Ленинград и др. промышленные центры.
  - 3. Не допустить прорыва противника к Ладожскому озеру и удержать за собой Выборг.
  - 4. Не допустить нарушение работы железных дорог на территории фронта.
  - 5. Воздушной и наземной разведкой определить сосредоточение, развертывание, силы и группировку войск противника. Первый переход и перелёт госграницы допускается только с разрешения главного командования.
- VIII. Общие указания:
  - 1. Настоящему плану развертывания присвоить условное наименование «С. 3-20». План вводится в действие при получении шифрованной телеграммы за моей и начальника Генерального штаба К. А. подписями следующего содержания: "Приступить к выполнению «С. 3-20».
  - 2. Военному Совету и штабу Ленинградского военного округа надлежит к 15 февраля 1941 года в Генеральном штабе Красной Армии разработать:
- а) План сосредоточения и развертывания войск фронта.
- б) План прикрытия.
- в) План выполнения первой операции.
- г) План действий авиации.
- д) План устройства тыла и материального обеспечения, санитарной и ветеринарной эвакуации на первый месяц войны.
- е) План восстановления и строительства железных и грунтовых дорог.
- ж) План устройства связи на период прикрытия, сосредоточения и развертывания и на период первой операции.
- з) План инженерного обеспечения.
- и) План ПВО.
  - 3. К разработке плана допускаются:
- а) В полном объёме: командующий войсками, член Военного Совета, начальник штаба и начальник оперативного отдела округа.
- б) В части разработки плана действий ВВС — командующий ВВС ЛВО.
- в) В части разработки плана устройства тыла — заместитель начальника округа по тылу.
- г) В части разработки плана военных сообщений — начальник Военных сообщений ЛВО.

Документы плана пишутся только от руки или печатаются на машинке лично командирами, допущенными к разработке плана. По окончании разработки все материалы при описи сдаются начальнику Оперативного управления Генерального штаба К. А.
- Приложение:
  - 1. Схема развертывания армий Северо-Западного фронта на карте 1.000.000 в одном экземпляре.
  - 2. Графическое изображение боевого состава войск Северо-Западного фронта на листах. \423\
  - 3. Графический план жел.дор. перевозок на листах.
- Народный комиссар обороны СССР Маршал Советского Союза (С.Тимошенко)
- Начальник Генерального штаба КР генерал армии (К.Мерецков)
- Исполнитель: Начальник Оперативного управления Генштаба КА генерал-лейтенант Н. Ватутин. »

## 1941 год
На начало Великой Отечественной войны войска Прибалтийского Особого военного округа были малочисленны и не могли отразить сосредоточенный удар немецкой группы армий «Север». Предполагалось, что немецкие войска начнут вторжение только частью сил, что было далеко от последовавшей действительности.
В соответствии с планом прикрытия войска Прибалтийского ОВО должны были:

а) не допустить вторжения как наземных, так и воздушных сил противника на территорию ПрибОВО;
б) упорной обороной по линии госграницы и рубежу создаваемых укрепленных районов отразить наступление противника и обеспечить отмобилизование, сосредоточение и развертывание войск округа;
в) обороной побережья и островов Даго и Эзель совместно с КБФ не допустить высадки морских десантов противника, действиями маневренных групп и авиации ликвидировать воздушные десанты противника, не допуская прорыва морских сил в Ирбенский пролив и устье Финского залива;
г) противовоздушной обороной и действиями авиации обеспечить бесперебойную работу железных дорог, сосредоточение войск округа и работу складов;
д) завоевать господство в воздухе и ударами по основным железнодорожным узлам, мостам, перегонам, группировкам войск нарушить и задержать сосредоточение и развертывание войск противника;
е) во взаимодействии с погранвойсками ликвидировать бандитские и диверсионные группы и не допустить сбрасывания и высадки на территории округа воздушных десантов противника;
ж) организовать охрану важнейших объектов и восстановление разрушений, которые могут быть произведены авиацией противника;
з) всеми видами разведки своевременно определить характер сосредоточения и группировку войск противника, в первую очередь его мотомеханизированных частей и направление их удара.
Был также для благоприятного развития событий разработан достаточно амбициозный план наступательных действий войск Прибалтийского ОВО:

Основной задачей наших войск является — нанесение поражения германским силам, сосредоточивающимся в Восточной Пруссии и в районе Варшавы: вспомогательным ударом нанести поражение группировке противника в районе Ивангород, Люблин, Грубешов, Томашув-Любельский, Сандомир для чего развернуть: Северо-Западный Фронт — основная задача — по сосредоточении атаковать противника с конечной целью совместно с Западным фронтом нанести поражение его группировке в Восточной Пруссии и овладеть последней.
В составе фронта иметь 8-ю и 11-ю армии.
- 8 армия — развёртывается на фронте Поланген, Юрбург в составе:
  - 10 стрелков. дивизий, из них 2 Латвийской ССР;
  - 2 танковых дивизий;
  - 1 мотодивизии;
  - мехкорпус из ЛВО;
  - 1 танковой бригады.

- 11 армия — развёртывается на фронте Юрбург (иск.), Друскининкай, в составе:
  - 11 стрел.дивизий, из них 2 Литовской ССР;
  - 2 танковых дивизий;
  - 1 мотодивизии;
  - 1 танковой бригады.

В распоряжении Командования фронтом иметь:
- на территории Латвийской ССР — 1 стр. дивизию на охране побережья в районе Либавы и 2 стр. дивизии из Эстонской ССР в резерве в районе Митавы;
- в районе Шавли, Поневеж — 6 стр. дивизий, из числа дивизий со сроком готовности на 15 — 30-е сутки.

Всего в составе Северо-Западного фронта иметь:
- 31 стр. дивизию, из них 4 национальных и 6 со сроками готовности на 15 — 30-е сутки;
- 2 мотодивизии;
- 4 танковые дивизии;
- 3 отд. танковые бригады;
- 20 полков авиации, а всего около 1 200 самолётов.— V. Основы стратегического развертывания, Записка Наркома обороны СССР и НГШ Красной Армии в ЦК ВКП(б) И.В. Сталину и В.М. Молотову об основах стратегического развёртывания ВС СССР на Западе и на Востоке на 1940 и 1941 годы (ЦАМО России, Ф. 16, Оп. 2951, Д. 239, Лл. 1 - 37)

### Состав фронта на 22.06.1941
На утро 22 июня 1941 года в состав Северо-Западного фронта вошли:
- 8-я армия
- 11-я армия
- 27-я армия
- Соединения и части фронтового подчинения:
  - 65-й стрелковый корпус
  - 5-й воздушно-десантный корпус
  - 41-й Либавский укреплённый район
  - 402-й гаубичный артиллерийский полк большой мощности РГК
  - 10-я, 12-я и 14-я отдельные бригады ПВО
  - 3 бригадные района ПВО
  - 4-й и 30-й отдельные понтонно-мостовые полки
- ВВС Северо-Западного фронта:
  - 57-я истребительная авиационная дивизия
  - 4-я, 6-я, 7-я и 8-я смешанные авиационные дивизии
  - 21-я истребительная авиационная дивизия ПВО
  - 312-й отдельный разведывательный авиационный полк

Эти части на утро 22.06.1941 имели:
- личного состава по списку — 325 559 человек, ещё 44 143 человек находились в частях на больших учебных сборах;
- 3 546 полевых орудий, 2 969 миномётов и 504 зенитных орудия;
- 1 549 танков и самоходных установок (из них 1 274 исправных);
- 1 262 боевых самолёта (из них 1 078 исправных), включая 453 бомбардировщика, 744 истребителя, 5 штурмовиков, 60 разведчиков, 82 самолёта вспомогательной авиации;
- 19 111 автомашин;
- 2 978 тракторов и тягачей;
- 38 826 лошадей.

В дальнейшем в состав Северо-Западного фронта входили 1, 3 и 4-я Ударные, 34, 48, 53, 27 (2-го формирования), 68, 22 и 43-я общевойсковые, 1-я танковая и 6-я воздушная армии, Особая группа войск (1 ТА и 68 А) генерал-лейтенанта М. С. Хозина и Новгородская армейская группа войск,
а также части связи фронта:
- 32-й отдельный полк связи (впоследствии 32-й отдельный Ломжинский ордена Кутузова полк связи[4][5][6]).

### Участие в боевых действиях

Военный Совет Северо-Западного фронта. В.Н. Богаткин, П.А. Курочкин, Н.Ф. Ватутин,
1941 год

В первых сражениях 1941 года войска Северо-Западного фронта противостояли наступлению немецко-фашистской группы армий «Север» и части сил группы армий «Центр» и к 29 июня отошли к Западной Двине.
Отсечённая от главных сил 8-я армия отступила к границе Эстонии. 11-я и 27-я армии вели бои с противником, наступавшем на Старую Руссу и Холм.

Народному комиссару обороны СССР Особо секретно 26.6.41 20.35
Докладываю положение войск Северо-Западного фронта.
1. Противник продолжает окружение Либава.
2. 8-я армия — 12-й механизированный корпус и 5-я танковая дивизия в тылу противника без горючего. Командир 3-го механизированного корпуса донес открыто 25.6.41 г.: «Помогите, окружен». Стрелковые соединения на фронте Плателяй, Кражай, Келме, Шиауленай, Шедува. В ночь на 27 июня начнет отход р. Лиелупе и далее на северный берег Зап. Двина до Екабпилс. Соединения армии понесли потери и нуждаются в их немедленном пополнении, которое начало по мобилизации поступать, но не может быть одето, так как обмундирование двух стрелковых дивизий осталось в бывших пунктах дислокации.
Соединения потеряли часть оружия, что уточняется.
11-я армия — штаб и Военный совет армии, по ряду данных, пленен или погиб. Немцы захватили шифрдокумент. 5, 33, 188, 128-я стрелковые дивизии неизвестно в каком состоянии и где находятся. Много отставших и убежавших, задерживаемых направлении Двинск. Много брошено оружия.
11-я армия не является организованным боеспособным соединением.
На вильнюсском направлении необходимо развертывание новой армейской группировки немедленно. За счёт пополнения, видимо, погибших дивизий, прошу разрешить формирование новых четырёх стрелковых дивизий.
Прошу усилить фронт десятью артиллерийскими полками счет погибших. 11-я стрелковая дивизия свежая, но её гаубичный артиллерийский полк разбит авиацией.
Военно-воздушные силы фронта понесли тяжелые потери малого количества аэродромов. Данное время эффективно поддерживать, прикрывать наземные войска и нападать на противника не способны.
Экипажей сохранено 75 %. Потери материальной части 80 %.
Прошу усилить фронт тремя смешанными авиационными дивизиями. Пополнить части военно-воздушных сил фронта материальной частью в первую очередь и летным составом.
Прошу об отпуске 200 тысяч комплектов обмундирования и снаряжения для обеспечения отмобилизованных и для новых четырёх стрелковых дивизий оружия. 22-й, 24-й стрелковые корпуса отмобилизовываются на зимних квартирах. 29-й стрелковый корпус отошёл восточнее Вильнюс. Положение уточняю.
Двинское направление. Двинск заняли танки противника. Потребовал восстановить положение. Ввиду бомбежки противником узлов связи и разрушения их враждебными нам элементами связь плохая.
Прошу 26.6.41 г. передать в мое распоряжение три бомбардировочные и две истребительные дивизии на усиление военно-воздушных сил.
Прошу включить в состав фронта новых шесть стрелковых дивизий вместо бывших территориальных, передислоцируемых для переучивания.

Ф. Кузнецов Диброва П. Кленов— Донесение командующего войсками Северо-Западного фронта от 26 июня 1941 г. Народному комиссару обороны СССР об обстановке на фронте к 20 часам 35 минутам 26 июня 1941 г. (Ф. 221, оп. 2467сс, д. 39, лл. 346-348).
14—18 июля войска 11-й армии нанесли контрудар под Сольцами, 12—25 августа части 11-й и 34-й армий нанесли контрудар под Старой Руссой. Советские войска понесли тяжёлые потери из-за превосходства противника в воздухе. Потери личного состава в некоторых частях доходили до 60 %, а боевой техники и орудий до 90 %. Кроме этого, противник впервые захватил пусковую ракетную установку «Катюша».

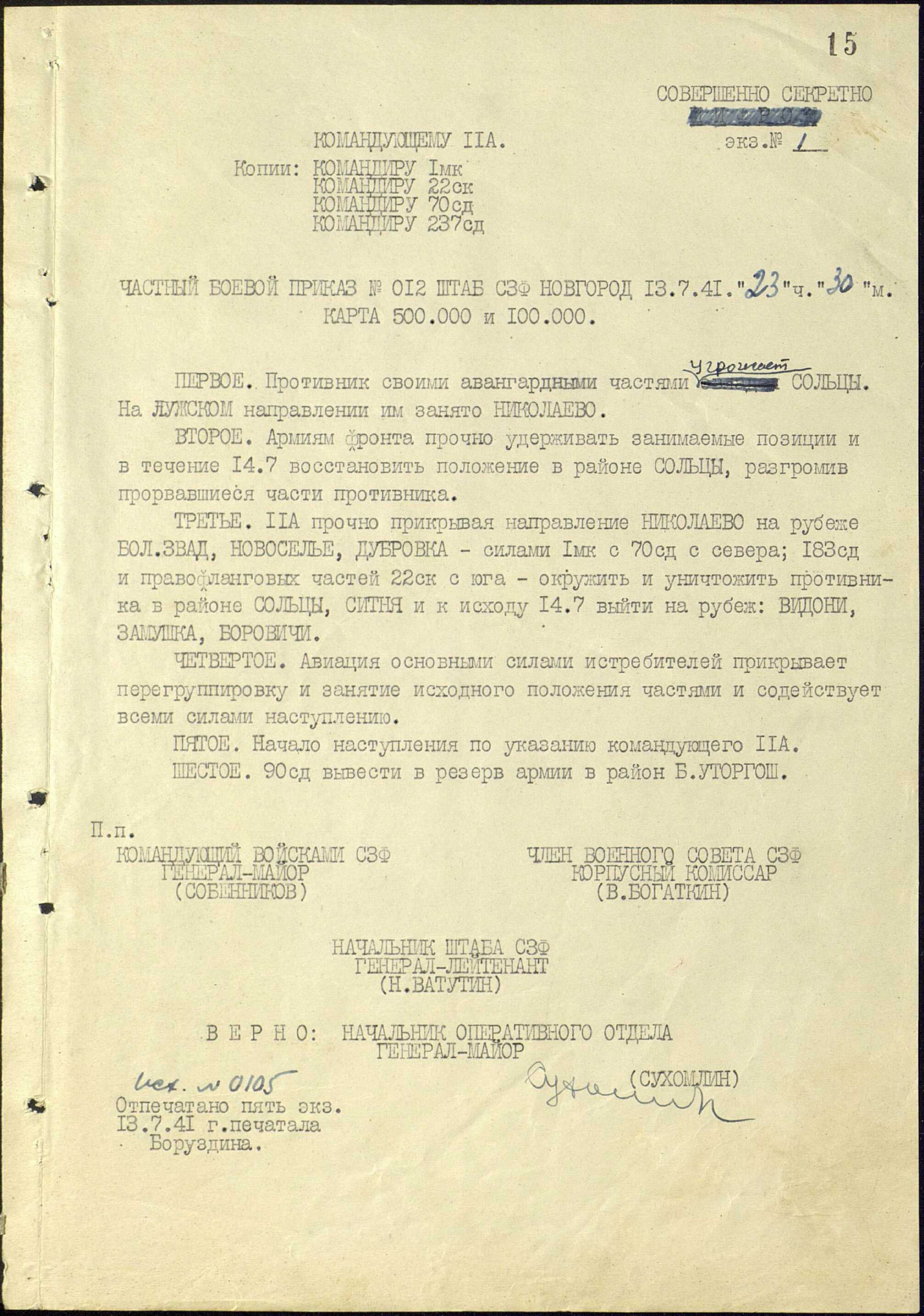
Частный боевой приказ штаба СЗФ № 012, от 13 июля 1941 года.

Однако действия фронта сыграли важную роль в обороне Ленинграда (1941—1944).
В сентябре войска Северо-Западного фронта вели оборонительные бои на демянском направлении против немецкой группы армий «Север».

Замысел контрнаступления Северо-Западного фронта под Демянском появился ещё до начала битвы за Москву. 22 сентября 1941 года командующий войсками Северо-Западного фронта Курочкин представил на рассмотрение Верховного Главнокомандующего план по окружению войск противника между озёрами Ильмень и Селигер. Тогда план предусматривал нанесение поражения всего двум немецким пехотным дивизиям — 30-й и 32-й.
План был утверждён директивой Ставки ВГК № 002265. Начало наступления было назначено на 24 сентября. До начала «Тайфуна» Северо-Западный фронт успел перейти в наступление, столкнуться с первыми трудностями. Однако обострение ситуации на московском направлении заставило изъять из состава войск фронта соединения для обороны столицы. В частности, из состава 11-й армии была изъята 8-я танковая бригада П. А. Ротмистрова, принявшая участие в боях за Калинин. 312-я и 316-я стрелковые дивизии, которые командующий Северо-Западным фронтом планировал использовать для «обеспечения со стороны Чудово», убыли на Можайскую линию обороны. — Исаев А. В. Краткий курс истории ВОВ. Наступление маршала Шапошникова. — С. 167—168.

## Участие в боевых действиях в 1942—1943 годах
В ходе контрнаступления советских войск зимой 1941—1942 гг. войска Северо-Западного фронта провели в январе 1942 года Торопецко-Холмскую операцию.

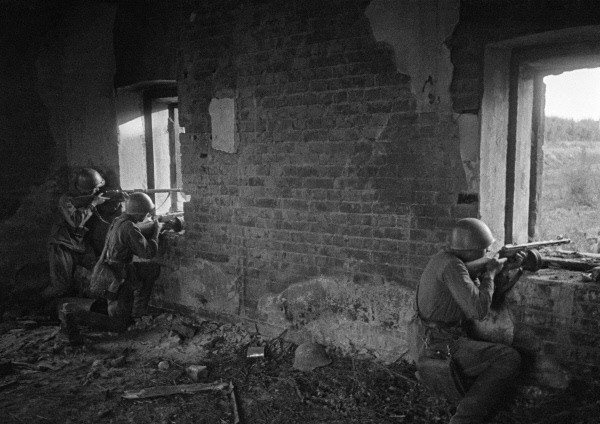
«Огонь по врагу. Северо-Западный фронт». Старший сержант К. Ф. Фоминых и сержант З. Р. Хизматулин (слева направо). Северо-Западный фронт. 10 октября 1942 года

Тогда же силы правого фланга фронта нанесли контрудар под Старой Руссой и провели Демянскую операцию. В результате к концу февраля 1942 года старорусская и демянская группировки противника были разъединены, а 6 дивизий в районе Демянска были окружены.
Одновременно фронту было поручено оказывать содействие войскам Волховского фронта, проводившего Любанскую операцию. В результате фронт вынужден был наступать по трём расходящимся направлениям, что привело к неблагоприятному результату — сил фронта не хватило для победного завершения этих операций, в том числе для завершения уничтожения демянской группировки противника.

Хотя немецкое командование сумело восстановить связь с окружённой демянской группировкой, в феврале 1943 года оно было вынуждено вывести свои войска с демянского плацдарма.
Демянские операции Северо-Западного фронта:
- Демянская наступательная операция 7 января — 19 марта 1942 г. (первое наступление началось 7 января 1942 г. , второе наступление — 29 января 1942 г.; 20 февраля 1942 года противник был окружён).
- Демянская оборонительная операция 20 марта — конец апреля 1942 г.  (21 апреля 1942 года окружённая группировка была деблокирована).
- Демянская наступательная операция 3–20 мая 1942 г.
- Демянская наступательная операция в конце мая начале июня 1942 г.
- Демянская наступательная операция 17–24 июля 1942 г.
- Демянская наступательная операция 10–24 августа 1942 г.
- Демянская наступательная операция 15–28 сентября 1942 г.
- Демянская оборонительная операция 27 сентября — 5 октября 1942 г.
- Демянская оборонительная операция 26 октября — (?) 1942 г.
- Демянская наступательная операция 28 ноября — 5 декабря 1942 г.
- Демянская наступательная операция 23–30 декабря 1942 (или 23 декабря 1942 – 13 января 1943 г.)
- Демянская наступательная операция 20–25 января 1943 г.
- Демянская наступательная операция 15–28 февраля 1943 г.

С февраля по декабрь 1942 года противник потерял в Демянских операциях более 90 тыс. человек.
К весне 1942 года войска Северо-Западного фронта вышли на рубеж реки Ловать. После вывода немецких войск из-под Демянска Северо-Западный фронт провёл безуспешную Старорусскую операцию 4–18 марта 1943 г. В августе 1943 года фронт ещё раз безуспешно пытался освободить Старую Руссу.
20 ноября 1943 года Северо-Западный фронт был расформирован, а его управление выведено в резерв Ставки Верховного Главнокомандования.

## Командование

### Командующий
- Генерал-полковник Кузнецов Ф. И. (22 июня — 3 июля 1941),
- Генерал-майор Собенников П. П. (4 июля — 23 августа 1941),
- Генерал-лейтенант, с 27 августа 1943 генерал-полковник Курочкин П. А. (23 августа 1941 — 5 октября 1942, 23 июня — 20 ноября 1943),
- Маршал Тимошенко С. К. (5 октября 1942 — 14 марта 1943),
- Генерал-полковник Конев И. С. (14 марта — 22 июня 1943).

### Представитель Ставки
- армейский комиссар 1 ранга Л. З. Мехлис — 19 сентября 1941 года[8]

### Член Военного Совета
- Корпусный комиссар Диброва П. А. (22 июня — 1 июля 1941),
- Корпусный комиссар, с 6 декабря 1942 генерал-лейтенант Богаткин В. Н. (1 июля 1941 — 5 апреля 1943),
- Дивизионный комиссар, с 6 декабря 1942 - генерал-майор Пронин А. М. (28 декабря 1941 - 20 ноября 1943),
- Генерал-лейтенант Боков Ф. Е. (5 апреля — 20 ноября 1943).

### Начальник штаба
- Генерал-лейтенант Клёнов П. С. (22 июня — 1 июля 1941),
- Генерал-лейтенант Ватутин Н. Ф. (1 июля 1941 — 12 мая 1942),
- Генерал-майор Шлёмин И. Т. (12 мая — 5 августа 1942),
- Генерал-лейтенант Шарохин М. Н. (5 августа — 5 октября 1942),
- Генерал-лейтенант Злобин В. М. (5 октября 1942 — 14 марта 1943),
- Генерал-лейтенант Боголюбов А. Н. (14 марта — 10 ноября 1943),
- Генерал-майор Иголкин П. И. (10 — 20 ноября 1943).

### Командующий артиллерией
- генерал-лейтенант артиллерии Белов П. М. (22 июня 1941 — 6 февраля 1942),
- генерал-майор артиллерии Ничков П. Н. (с мая 1942 — 20 ноября 1943)[9].

## Подчинённые воинские части
2 отдельный зенитный арт дивизион (Период подчинения 22.06 - 1.12.1941)
41 стрелковый корпус  22.06 - 7.07.1941
259 отд саперный батальон  22.06 - 30.07.1941
267 отд саперный батальон  22.06 - 28.07.1941
482 отд саперный батальон  22.06 - 30.07.1941
65 стрелковый корпус  22 - 25.06.1941
30 отд электротехническая рота  22.06.1941 - 15.03.1943
93 авиационная база   22.06 - 3.09.1941
8 отд зенитный арт дивизион  22.06.41 - 24.05.1942
193 отд саперный батальон  22.06 - 12.07.1941
24 стрелковый корпус  22 - 24.06.1941
19 отд зенитный арт дивизион  22.06.41 - 15.02.1943
46 отд зенитный арт дивизион  22.06 - 15.12.1941
27 армия  22.06 - 25.12.1941
4 смешанная авиационная дивизия  22.06 - 31.07.1941
111 отд зенитный арт дивизион  22.06.41 - 29.05.1942
233 отд саперный батальон  22.06 - 10.07.1941
188 отд саперный батальон  22.06 - 11.10.1941
128 отд зенитный арт дивизион  22.06 - 17.10.1941
58 укрепленный район - Себежский  22.06 - 12.07.1941
6 смешанная авиационная дивизия  22.06 - 16.07.1941
57 смешанная авиационная дивизия  22.06.41 - 12.02.1942
7 смешанная авиационная дивизия  22.06 - 3.07.1941
269 отд саперный батальон  22.06 - 10.09.1941
8 отд дорожно-строительный батальон 22.06.41 - 5.02.1942
119 отд рота связи ввс 22.06.41 - 13.02.1942
12 отд инженерно-аэродромный батальон ввс 22.06 - 11.07.1941
202 отд саперный батальон  22.06.41 - 15.02.1942
65 отд корпусная авиационная эскадрилья ввс  22.06 - 20.11.1941
отд аэродромно-техническая рота военно-воздушных сил  (СЗФ) 22.06 - 31.12.1941
130 отд аэродромно-техническая рота ввс 22.06.41 - 23.04.1942
131 отд аэродромно-техническая рота ввс 22.06.41 - 25.04.1942
685 головной склад гсм  22.06 - 3.08.1941
640 отд автотранспортный батальон  22.06.41 - 14.10.1943
212 отд саперный батальон  22.06 - 9.07.1941
125 отд зенитный арт дивизион  22.06 - 17.10.1941
8 армия  22.06 - 13.07.1941
136 отд зенитный арт дивизион  22.06 - 17.10.1941
145 отд зенитная арт батарея  22.06 - 10.10.1941
195 запасный стрелковый полк  22.06 - 23.07.1941
16 военный госпиталь   22.06 - 14.10.1941
397 отд зенитный арт дивизион  22.06.41 - 20.11.1943
29 отд зенитный арт дивизион  22.06.41 - 20.11.1943
429 гаубичный арт полк  22.06.41 - 20.06.1943
200 отд местная стрелковая рота 22.06 - 19.09.1941
60 полк охраны  22.06 - 19.09.1941
138 отд зенитный арт дивизион  22.06.41 - 1.03.1942
17 отд полк связи  22.06 - 23.07.1941
250 отд автотранспортная рота  22.06.41 - 20.11.1943
168 отд автотранспортный батальон  22.06.1941 - 15.10.1941
14 бригада пво (Каунас)  22.06 - 12.08.1941
148 отд зенитная арт батарея  22.06 - 10.10.1941
8 смешанная авиационная дивизия  22.06 - 20.07.1941
142 отд зенитный арт дивизион  22.06 - 17.10.1941
11 армия  22.06.41 - 30.04.1943
144 отд зенитный арт дивизион  22.06 - 17.10.1941
306 отд зенитный арт дивизион  22.06.41 - 1.10.1942
335 отд зенитный арт дивизион  22.06.41 - 29.01.1942
42 гаубичный арт полк  22.06 - 5.10.1941
25 отд инженерный полк  22.06 - 27.07.1941
3 стрелковая бригада  22.06 - 2.12.1941
27 отд зенитная батарея  24.06 - 27.11.1941
179 стрелковая дивизия  24.06 - 2.07.1941
8 отд аэродромно-техническая рота ввс 24.06.41 - 18.05.1942
25 отд зенитная батарея пво 24.06 - 27.11.1941
26 отд зенитная батарея пво 24.06 - 27.11.1941
29 стрелковый корпус  24 - 30.06.1941
12 отд зенитный арт дивизион  25.06.41 - 20.11.1943
9 запасной танковый полк  26.06 - 27.09.1941
111 стрелковая дивизия  27.06 - 1.07.1941
Управление войск НКВД охраны тыла (СЗФ)  27.06.41 - 20.11.1943
контрольно-заградительный отряд войск НКВД охраны тыла Действующей армии  28.06 - 2.07.1941
48 запасный стрелковый полк  28.06 - 30.09.1941
47 патологоанатомическая лаборатория  29.06.41 - 20.11.1943
24 стрелковый корпус  1 - 10.07.1941
22 стрелковый корпус  1 - 7.07.1941
отд стрелковая рота особого отдела НКВД  2.07 - 5.12.1941
1 заградительный отряд войск НКВД охраны тыла ДА 2.07 - 6.09.1941
402 истребительный авиационный полк  2 - 21.07.1941
25 укрепленный район - Псковский  3 - 16.07.1941
188 армейский запасный стрелковый полк  7.07 - 1.09.1941
145 запасный стрелковый полк  8.07 - 20.10.1941
190 фронтовой запасный стрелковый полк  9.07 - 10.10.1941
Новгородский укрепленный район  10 - 30.07.1941
148 армейский запасный стрелковый полк  11.07 - 8.10.1941
801 отд автотранспортный батальон  11.07.41 - 24.02.1942
12 отд инженерно-аэродромный батальон ввс (сзф) 12.07.41 - 20.11.1943
179 запасный стрелковый полк  12.07 - 10.10.1941
31 смешанная авиационная дивизия  14.07 - 30.09.1941
193 армейский запасный стрелковый полк  15.07 - 15.10.1941
35 Подвижная автобронетанковая ремонтная база  15.07.41 - 7.02.1942
12 истребительный авиационный полк  15.07.1941 - 24.01.1942
193 запасной стрелковый полк  15.07 - 15.10.1941
148 армейский запасной стрелковый полк 15.07 - 8.10.1941
299 отд саперный батальон  15.07.41 - 1.07.1942
отд автотранспортный батальон ввс (сзф)  17.07 - 7.09.1941
67 полк связи  19.07.41 - 20.11.1943
16 подвижная железнодорожная авиационная ремонтная мастерская  19.07.41 - 20.11.1943
отд стрелковый батальон ОО НКВД  19.07.41 - 15.07.1943
Сборный пункт аварийных машин  23.07.41 - 15.05.1942
6 истребительный авиационный полк   23.07.41 - 8.02.1942
143 армейский запасный стрелковый полк  29.07.41 - 28.10.1942
50 отд моторизованный понтонно-мостовой батальон  29.07.41 - 12.11.1943
533 отд зенитный арт дивизион  30.07.41 - 20.02.1942 Новгородская армейская группа  31.07 - 6.08.1941 головной склад химического имущества (сзф) 1.08 - 25.09.1941
34 отд мотоциклетный полк  4.08 - 8.11.1941
67 отд саперный батальон  5.08.41 - 18.01.1942
34 армия  6.08.41 - 30.11.1943
48 армия  7 - 19.08.1941
900 отд телеграфно-строительная рота  10.08.41 - 20.11.1943
25 стрелковый корпус  10 - 25.08.1941
2 отд зенитная арт батарея пво  13.08.41 - 25.09.1942
7 смешанная авиационная дивизия  14.08 - 19.11.1941
Военно-торговая база (сзф) 15.08.41 - 9.09.1943
127 отд ремонтно-восстановительный батальон  15.08 - 6.12.1941
Новгородская армейская группа под командованием генерал-майора Коровникова  16.08.41 - 15.05.1942
1 гвардейский минометный дивизион  17.08 - 28.12.1941
84 стрелковая дивизия  19.08 - 10.09.1941
Военно-строительное управление  19.08.41 - 20.11.1943
316 стрелковая дивизия  25 - 27.08.1941
2 резервная авиационная группа  26.08.41 - 1.01.1942
181 стрелковая дивизия  27 - 28.08.1941
242 отд зенитный арт дивизион  27.08.41 - 20.11.1943
Противотанковый арт полк под командованием майора Богданова  27 - 28.08.1941
4 смешанная авиационная дивизия  27.08 - 20.11.1941
6 смешанная авиационная дивизия  27.08 - 30.12.1941
28 истребительный авиационный полк  27.08 - 20.11.1941
58 отд ремонтно-восстановительный батальон  28.08 - 15.12.1941
237 отд зенитный арт дивизион  1.09.41 - 20.11.1943
246 отд зенитный арт дивизион  1.09.41 - 29.09.1943
250 отд зенитный арт дивизион  1.09.41 - 29.09.1943
218 участок военно-строительных работ  2.09.41 - 20.11.1943
Оперативная группа ГМЧ (начальники группы полковники Кулешов и Воеводин)  9.09 - 16.12.1941
54 кавалерийская дивизия  11.09 - 31.12.1941
209 отд батальон оперативной связи ввс 12.09.41 - 12.02.1942
116 отд танковый батальон  15.09 - 20.10.1941
1 отд фугасно-огнеметная рота  17.09.41 - 30.01.1942
2 отд фугасно-огнеметная рота  17.09.41 - 3.09.1943
3 отд фугасно-огнеметная рота  17.09.41 - 10.09.1943
46 кавалерийская дивизия  18 - 24.09.1941
167 отд аэродромно-техническая рота ввс 18.09.41 - 29.04.1942
16 отд фугасно-огнеметная рота  19.09.41 - 30.01.1942 60 отд батальон охраны (СЗФ)  19.09.41 - 13.01.1942
26 стрелковая дивизия  19 - 22.09.1941
отд рота связи войск НКВД охраны тыла ДА  25.09.1941 - 22.07.1943
11 пограничный полк войск НКВД  25.09.41 - 30.11.1943
Сводный танковый полк резерва  25.09 - 19.10.1941
46 кавалерийская дивизия  26.09 - 25.11.1941
127 отд аэродромно-техническая рота военно-воздушных сил  3.10.1941 - 23.04.1942
25 кавалерийская дивизия  10.10 - 22.12.1941
34 сводный танковый полк  19.10 - 12.11.1941
Подвижная танкоремонтная (автобронетанковая) база  27.10.41 - 20.11.1943
Полевой армейский интендантский склад (сзф)  31.10.41 - 24.05.1942
1 отд автотракторная рота  1.11.41 - 20.11.1943
29 отд рота медицинского усиления  12.11.41 - 20.11.1943
партизанский отдел Военного совета (СЗФ)   14.11.41 - 30.04.1942
1 армейская оперативная группа ГМЧ (начальники группы подполковник Васильев, Макаров, Апрелкин, Бегосинский и майор Ганюшкин)  1.12.41 - 20.11.1943
3 армейская оперативная группа ГМЧ (начальники группы подполковник Юсупов, генерал-майор Тверецкий, полковники Кочетков и Шубный)  8.12.41 - 20.11.1943
2 отд автотракторная рота  12.12.41 - 20.11.1943
34 Подвижная ремонтная база  16.12.41 - 10.03.1943
332 стрелковая дивизия  20 - 26.12.1941
Противотанковый арт полк  21.12.41 - 16.03.1942
84 стрелковая дивизия  24 - 26.12.1941
Полевой армейский склад гсм (сзф)  25.12.41 - 13.03.1942
4 ударная армия  25.12.41 - 21.01.1942
3 ударная армия  27.12.41 - 29.01.1942
2 отд автотранспортный батальон  28.12.41 - 19.04.1942
322 отд пулеметный арт батальон  1.01.42 - 30.11.1943
205 отд лыжный батальон  1.01 - 29.05.1942
203 отд лыжный батальон  1.01 - 29.05.1942
204 отд лыжный батальон  1.01 - 29.05.1942
221 отд лыжный батальон  6.01 - 29.05.1942
29 отд лыжный батальон  7.01 - 29.05.1942
60 отд рота охраны  13.01.42 - 20.11.1943
отд аэродромно-техническая рота военно-воздушных сил  13.01 - 25.04.1942
41 авиационная дивизия  16.01 - 12.02.1942
8 смешанная авиационная дивизия  16 - 21.01.1942
67 отд инженерный батальон  18.01 - 10.09.1942
69 танковая бригада  20 - 26.01.1942
7 смешанная авиационная дивизия  22.01 - 9.02.1942
1 гвард стрелковый корпус  25.01 - 23.04.1942
214 отдельный лыжный батальон  29.01 - 5.05.1942
отд запасной танковый батальон  31.01 - 20.05.1942
502 штурмовой авиационный полк  1.02 - 30.06.1942
270 отд лыжный батальон  2.02 - 29.05.1942
1 ударная армия  2.02 - 19.11.1943
211 отд лыжный батальон  5.02  - 29.05.1942
215 отд лыжный батальон  5.02 - 29.05.1942
154 отд лыжный батальон  5.02 - 29.05.1942
216 отд лыжный батальон  5.02 - 29.05.1942
58 отд лыжный батальон  7.02  - 29.05.1942
71 отд лыжный батальон  9.02 - 22.05.1942
626 ночной бомбардировочный авиационный полк  11.02 - 11.03.1942
624 скоростной бомбардировочный авиационный полк  12.02 - 21.06.1942
514 пикирующий бомбардировочный авиационный полк  12.02 - 13.06.1942
1 отд резервная бронерота  13.02 - 28.04.1942
2 отд резервная бронерота  13.02 - 28.04.1942
235 отд лыжный батальон  14.02 - 29.05.1942
144 отд лыжный батальон  15.02 - 29.05.1942
246 отд лыжный батальон  22.02 - 29.05.1942
248 отд лыжный батальон  22.02 - 29.05.1942 Бологоевский дивизионный район пво   23.02.42 - 20.11.1943
239 отд лыжный батальон  25.02 - 29.05.1942
240 отд лыжный батальон  25.02 - 27.05.1942
234 отд лыжный батальон  25.02 - 27.05.1942
225 отд лыжный батальон  26.02 - 30.05.1942
1 отд запасной батальон аэродромного обслуживания ввс  27.02 - 20.03.1942
150 армейский запасный стрелковый полк  28.02 - 10.09.1942
55 дальне-бомбардировочный авиационный полк   1.03 - 30.06.1942
38 истребительный авиационный полк  1 - 15.03.1942
Оперативная группа ГМЧ (начальники группы полковники Бажанов и Должиков)  5.03.42 - 20.11.1943 233 отд лыжный батальон  5.03 - 29.05.1942
подвижная ремонтная мастерская  9.03.42 - 20.11.1943 180 стрелковая дивизия  12 - 24.03.1942
отд разведывательный арт дивизион  17.03 - 18.05.1942
2 ударная авиационная группа  17.03 - 10.06.1942
105 отд батальон связи ввс  19.03 - 1.09.1942
2204  полевой подвижной госпиталь   20.03.42 - 20.11.1943
2205  полевой подвижной госпиталь   20.03.42 - 20.11.1943
2291 полевой интендантский склад  20.03.42 - 1.06.1942
отд автотранспортная рота  21.03 - 28.04.1942
69 запасный артиллерийский полк  22.03.42 - 20.11.1943
152 отд рота связи ввс 26.03 - 12.08.1942
159 отд рота связи ввс 26.03 - 12.08.1942
гаубичный отд арт дивизион  27.03 - 1.05.1942
445 отд зенитный арт дивизион   27.03 - 6.09.1942
443 отд зенитный арт дивизион  27.03 - 6.09.1942
6 ударная авиационная группа  31.03 - 10.06.1942
16 отд фугасно-огнеметная рота  31.03.42 - 3.09.1943
154 морская стрелковая бригада  1.04 - 1.05.1942
5 ударная авиационная группа  3.04 - 9.05.1942
90 укрепленный район - Ловатский  3.04 - 6.05.1942
92 эвакуационная рота  7.04.42 - 20.11.1943
55 стрелковая дивизия  7.04.42 - 26.04.1942
372 отдельная рота связи  9.04 - 9.08.1942
91 укрепленный район  9.04 - 18.05.1942
20 Управление оборонительного строительства   10.04.42 - 15.08.1943
699 транспортный авиационный полк 12.04 - 14.06.1942
444 отд зенитный арт дивизион 12.04 - 1.10.1942
171 стрелковая дивизия  19 - 25.04.1942
58 бомбардировочный авиационный полк   22.04 - 15.06.1942
282 стрелковая дивизия  24 - 26.04.1942
4 отд ремонтно-восстановительный батальон Период подчинения 28.04.42 - 28.08.1943
63 отд автотранспортная рота  28.04.42 - 20.11.1943
отд резервный бронебатальон  28.04 - 1.07.1942
53 армия  1.05.42 - 22.03.1943
головная база  (СЗФ)  2.05.42 - 20.11.1943
353 отд пулеметный артиллерийский батальон  10.05.42 - 23.02.1943
101 эвакуационная рота  15.05.42 - 20.11.1943
102 эвакуационная рота  15.05.42 - 20.11.1943
отд бронерота охраны  18.05.42 - 20.11.1943
123 отд автотранспортный батальон  22.05.42 - 11.11.1943
124 отд автотранспортный батальон   22.05.42 - 20.11.1943
467 отд зенитный арт дивизион  24.05.42 - 20.11.1943
отдельная стрелковая рота особого отдела НКВД   24.05.42 - 15.07.1943
632 отд рота автоцистерн  25.05.42 - 4.11.1943
468 отдельный зенитный арт дивизион  29.05 - 1.10.1942
478 отд зенитный арт дивизион   29.05 - 6.09.1942
637 отд автотранспортная рота  31.05.42 - 22.10.1943
27 армия  1.06.42 - 30.04.1943
6 воздушная армия  14.06.42 - 19.11.1943
201 стрелковая дивизия  16.06 - 3.07.1942
1199 гаубичный артиллерийский полк   1.07 - 30.09.1942
1200 гаубичный арт полк   1.07 - 30.09.1942
309 отд пулеметный батальон  5.07.42 - 20.02.1943
365 отд пулеметный арт батальон  5.07.42 - 30.04.1943
111 стрелковая дивизия  17.07 - 30.07.1942
366 отд пул арт батальон  20.07.42 - 28.03.1943
110 отд батальон связи резерва  23.07.42 - 20.11.1943
105 отд батальон связи резерва  23.07.42 - 20.11.1943
отд штрафной батальон  30.07 - 10.10.1942
60 патологоанатомическая лаборатория   27.08.42 - 20.11.1943
Лычковская оперативная группа  9.09 - 12.10.1942
43 гвард стрелковая дивизия  19 - 22.10.1942
141 армейский запасный стрелковый полк  20.10.42 - 20.04.1943
отд электротехническая рота  23.10.42 - 5.04.1943
148 подвижная база  14.12.42 - 20.11.1943
3 отд автотранспортная рота  28.12.42 - 20.11.1943
отд рота связи бронетанковых и механизированных войск  6.01 - 9.09.1943
177 танковая бригада  10 - 22.01.1943
Особая группа войск под командованием генерал-полковника Хозина  30.01 - 12.03.1943
3 лыжная бригада  7.02 - 24.03.1943
3 механизированный корпус  8.02 - 25.03.1943
3 минометный полк  11.02 - 5.03.1943
отдельная местная стрелковая рота  15.02 - 20.11.1943 Минометный полк  15.02 - 8.03.1943
29 эвакуационная рота  20.02 - 20.11.1943
1 минометный полк  20.02 - 1.03.1943
отделение НКВД по делам военнопленных при Управлении войск НКВД по охране тыла 24.02 - 20.11.1943
91 укрепленный район  1.03 - 30.04.1943
68 армия  1.03 - 31.05.1943
149 отд автотранспортный батальон  3.03 - 11.07.1943
36 армейский батальон по сбору и вывозу трофейного имущества  15.03 - 15.05.1943
39 армейский батальон по сбору и вывозу трофейного имущества  15.03 - 15.05.1943
37 армейский батальон по сбору и вывозу трофейного имущества  15.03 - 15.05.1943
30 армейский батальон по сбору и вывозу трофейного имущества  15.03 - 15.05.1943
22 армия  21.04 - 12.10.1943
14 гвард стрелковый корпус  23.04 - 26.07.1943
4925  эвакуационный госпиталь   24.04 - 20.11.1943
4915 эвакуационный госпиталь  1.05 - 20.11.1943 отдельный батальон связи  3 - 15.05.1943
35 стрелковый корпус  3 - 26.05.1943
44 стрелковый корпус  26.05 - 16.06.1943
учебная команда Управления войск НКВД охраны тыла ДА  12.06 - 20.11.1943
отд маневренная группа войск НКВД охраны тыла ДА  12.06 - 22.07.1943
116 отд ремонтно-восстановительный батальон  14.06 - 20.11.1943
Отдельный полк резерва офицерского состава   20.06 - 20.07.1943
213 отд автотранспортный батальон  9.07 - 20.11.1943
4 отд стрелковый батальон Управления контрразведки "СМЕРШ"  15.07 - 20.11.1943
23 отд запасной саперный батальон  18.07 - 20.11.1943
37 гвард пушечный арт полк  19.07 - 30.11.1943
25 отд полк резерва офицерского состава   20.07 - 20.11.1943
37 стрелковая дивизия  12.08 - 8.09.1943
167 отд аэродромно-техническая рота   12.08 - 20.11.1943
96 стрелковый корпус  17.08 - 8.09.1943
4 отд рота хим защиты  19.08 - 20.11.1943
122 гаубичная арт бригада  1.09 - 30.11.1943
1399 отд рота связи бронетанковых и механизированных войск  9.09 - 20.11.1943
1434 отд рота связи  3.10 - 20.11.1943